# Brăila (län)
Brăila är ett län (județ) i sydöstra Rumänien med 348 791 invånare (2018). Det har 1 municipiu, 3 städer och 40 kommuner.

## Municipiu
- Brăila

## Städer
- Ianca
- Însurăței
- Făurei

## Kommuner
| - Bărăganul - Berteştii de Jos - Bordei Verde - Cazasu - Câineni-Băi - Chiscani - Ciocile - Cireşu - Dudeşti - Frecăţei - Galbenu | - Gemenele - Grădiştea - Gropeni - Jirlău - Măraşu - Măxineni - Mircea Vodă - Movila Miresii - Racoviţa - Râmnicelu | - Romanu - Roşiori - Salcia Tudor - Scorţaru Nou - Siliştea - Stăncuţa - Surdila-Găiseanca - Surdila-Greci - Şuţeşti - Tichileşti | - Traian - Tudor Vladimirescu - Tufeşti - Ulmu - Unirea - Vădeni - Victoria - Vişani - Viziru - Zăvoaia |